# Финчел
Финчел (рум. Fâncel) — село у повіті Харгіта в Румунії. Входить до складу комуни Дялу.
Село розташоване на відстані 223 км на північ від Бухареста, 39 км на захід від М'єркуря-Чука, 137 км на схід від Клуж-Напоки, 82 км на північ від Брашова.

## Населення
За даними перепису населення 2002 року у селі проживали 146 осіб, з них 145 осіб (99,3%) угорців. Рідною мовою 145 осіб (99,3%) назвали угорську.